# Хенешть (комуна)
Хенешть, Хенешті (рум. Hănești) — комуна у повіті Ботошані в Румунії. До складу комуни входять такі села (дані про населення за 2002 рік):
- Бороля (409 осіб)
- Моара-Жорій (108 осіб)
- Сарата-Басараб (472 особи)
- Слобозія-Хенешть (85 осіб)
- Хенешть (1274 особи) — адміністративний центр комуни

Комуна розташована на відстані 391 км на північ від Бухареста, 29 км на північний схід від Ботошань, 95 км на північний захід від Ясс.

## Населення
За даними перепису населення 2002 року у комуні проживали 2348 осіб.
Національний склад населення комуни:
| Національність | Кількість осіб | Відсоток |
| -------------- | -------------- | -------- |
| румуни         | 2345           | 99,9%    |
| українці       | 2              | 0,1%     |

Рідною мовою назвали:
| Мова       | Кількість осіб | Відсоток |
| ---------- | -------------- | -------- |
| румунська  | 2346           | 99,9%    |
| українська | 2              | 0,1%     |

Склад населення комуни за віросповіданням:
| Релігія       | Кількість осіб | Відсоток |
| ------------- | -------------- | -------- |
| православні   | 2339           | 99,6%    |
| бретрени      | 7              | 0,3%     |
| п'ятдесятники | 1              | < 0,1%   |
| атеїсти       | 1              | < 0,1%   |